# Franz Jakob
Franz Jakob (1949) è un ex bobbista, ex lunghista ed ex velocista austriaco.

## Biografia
Prima di dedicarsi al bob, Jakob ha praticato l'atletica leggera nel salto in lungo e nella velocità; ha infatti preso parte ai campionati nazionali assoluti del 1969, disputando la finale del lungo; nel 1968 aveva invece partecipato ai campionati nazionali juniores, avendo raggiunto la finale nella staffetta 4x100.
Attivo come bobbista nella seconda metà degli anni settanta, ha gareggiato nel ruolo di frenatore per la squadra nazionale austriaca. 
Prese parte ad almeno tre edizioni dei campionati mondiali, conquistando in totale una medaglia. Nel dettaglio i suoi risultati nelle prove iridate sono stati, nel bob a quattro: medaglia di bronzo a Breuil-Cervinia 1975 insieme a Manfred Stengl, Gert Krenn e Armin Vilas, settimo a Sankt Moritz 1977 e quarto a Lake Placid 1978.

## Palmarès

### Mondiali
- 1 medaglia:
  - 1 bronzo (bob a quattro a Breuil-Cervinia 1975).